# 트레스 맥닐
트레스 맥닐(Tress MacNeille, 1951년 6월 20일 ~ )은 미국의 성우이다.
현재 디즈니캐릭터인 칩의 성우를 맡고있다.
외계소년 위제트에서 브라이언의 목소리를 연기했고,
2002년 개봉한 CGI 애니메이션 영화 미키의 크리스마스 선물에서는 데이지 덕 외에
휴이,듀이,루이의 다른 톤으로 목소리를 맡았다.
데이지 외에도 많은 애니메이션의 성우를 담당하고 있다.